# Pseudione crenulata
Pseudione crenulata là một loài chân đều trong họ Bopyridae. Loài này được G. O. Sars miêu tả khoa học năm 1898.